# Once Caldas
Once Caldas es un club de fútbol de Colombia de la ciudad de Manizales, departamento de Caldas. Fue fundado el 16 de abril de 1948 como «Deportes Caldas», equipo que había jugado los cuatro primeros campeonatos de la Categoría Primera A entre 1948 y 1951. Fue refundado el 16 de enero de 1961 como Once Caldas, tras la fusión entre Deportes Caldas y Once Deportivo. Actualmente juega en la Categoría Primera A de máximo nivel del Fútbol Profesional Colombiano.
El color que identifica al club es el blanco, el cual utiliza en su uniforme desde 1961. El equipo ejerce de local en el Estadio Palogrande de Manizales, que tiene una capacidad de 28.678 espectadores.
Once Caldas ha sido campeón cuatro veces de la Primera A: en 1950, en el Apertura de 2003, en el Apertura de 2009, y en el Torneo Finalización de 2010. En 2004 se coronó campeón de la Copa Libertadores de América derrotando en la final al que era el vigente campeón, Boca Juniors de Argentina, convirtiéndose en el segundo equipo colombiano en conseguir este título.
Ha quedado subcampeón dos veces en la Primera A en 1998 y Finalización 2011, igual que en la Copa Colombia en 2008 y 2018.
El equipo de Manizales fue el primero en el país en explotar la publicidad de las grandes empresas. Paradójicamente, y para sorpresa sus bajones económicos, tuvo que ceder el nombre del equipo a los intereses privados. Es el club colombiano que más nombres ha tenido, entre los que se recuerdan "Deportes Caldas", equipo de la década de los años 1940 e inicios de la década de los años 1950, y los nombres de sus patrocinadores, como "Varta Caldas", "Cristal Caldas" y "Once Philips".
Disputa el "Clásico Cafetero" contra el Deportivo Pereira y con el Deportes Quindío.

## Historia

### Primer título 1950
En el año de 1950 el Deportes Caldas se coronó campeón. En esa época fue apodado «El Relojito Cuezzo», en honor a la estrategia de su director técnico. El equipo tuvo entre sus jugadores destacados al atacante argentino Julio Ávila. El artífice del triunfo fue Alfredo Cuezzo, técnico argentino llegado al país a finales de los años 1930 como jugador del Municipal de Bogotá; más tarde llamado por Millonarios, fue el encargado de liderar al equipo que fue campeón nacional del torneo de la División Mayor del Fútbol Colombiano (Dimayor).
Para ser campeón el Deportes Caldas del Campeonato colombiano 1950 necesitó un total de 45 puntos, con 30 partidos jugados, 20 partidos ganados, cinco partidos empatados, cinco partidos perdidos, con 91 goles a favor y 48 en contra. El subcampeón de este campeonato fue el histórico "Ballet Azul" de Millonarios con 43 puntos.
En el Campeonato colombiano 1951  el defensor del título, Deportes Caldas, sufrió con los cambios en la plantilla, la baja de las figuras y la incorporación de jugadores que no funcionaron como se esperaba; lo que llevó a que el equipo finaliza décimo con 34 puntos, a 26 puntos del nuevo campeón.

### Once Caldas
En 1959, liderados por Carlos Gómez Escobar, Eduardo Gómez Arrubla y Hermán Bueno Ramírez nació el Once Caldas. La idea de Gómez Escobar era revivir el Deportes Caldas, mientras que Gómez Arrubla defendía al Once Deportivo. Sin embargo, por intermediación de Hermán Bueno Ramírez se tomó una parte de cada uno de los equipos y fue bautizado Once Caldas.
Entretanto, en 1960, juegan una serie de partidos amistosos contra equipos europeos y suramericanos como Estrella Roja de Belgrado, Palmeiras de Brasil, Huracán de Buenos Aires y América de Río de Janeiro, dándole fogueo internacional al equipo recién conformado.
El nuevo equipo se afilia nuevamente y participa por primera vez en el torneo de la Dimayor en el Campeonato colombiano 1961. El 12 de marzo de 1961 el "conjunto blanco" disputó su primer partido oficial perdiendo con el Deportivo Pereira 3-1 en Manizales. El gol del Once Caldas lo marca Alonso Botero, que sería el primer gol oficial del Once Caldas en el Fútbol colombiano.

### Época de patrocinios (1970-1996)
A comienzos de la década de 1970 el equipo enfrentó diversos problemas económicos, por lo que en 1971 la Industria Licorera de Caldas toma la decisión de patrocinar el equipo, renombrándolo a Cristal Caldas. Con esto se transformó en el primer equipo colombiano que comercializó el espacio de patrocinio en su camiseta. Posteriormente, en 1979, la familia Escobar, propietaria de la firma Colbateco (hoy ensambladora de pilas Varta), se vincula al equipo a través de un nuevo patrocinio, reemplazando el nombre del club por Varta Caldas. El patrocinio se extendió por espacio de cuatro años.
En 1983 cesó el patrocinio de Colbalteco y retornó la Industria Licorera de Caldas como patrocinador del equipo, incluyendo su nombre de Cristal Caldas, con el cual jugó hasta el año de 1990. En 1983 se renovó la plantilla con la financiación de la Industria Licorera de Caldas; llegaron jugadores como el portero Carlos Alberto Munutti y el defensa Néstor D'angelo, procedentes de Argentinos Juniors; y regresaron jugadores de la casa como Fernando Castro Lozada.
El equipo hizo una buena pretemporada, con una plantilla de mayor calidad. El Campeonato colombiano 1983 contaba con dos partes, la primera la Copa de la Paz (Apertura), y la segunda el Torneo nacional (Clausura). En la Copa de la Paz, el Cristal Caldas clasificó primero por el Grupo A con 20 puntos, a tres del segundo Independiente Medellín, por lo que ganó el derecho a participar en la final contra el primero del Grupo B (Junior de Barranquilla). La final se disputó a dos partidos. El primero, en Manizales, finalizó 2-2; por lo que el Junior tenía ventaja gracias a la Regla del gol de visitante. El 2 de julio de 1983 se disputó el partido de vuelta en la ciudad de Barranquilla. Por el resultado del partido anterior, se podía pensar que el Junior sería el campeón, pero el Cristal Caldas venció 0-2 al Junior y se convirtió en el ganador de la Copa de la Paz. En el octagonal final para definir el campeón del Campeonato colombiano 1983, Caldas quedó en el quinto lugar con 14 puntos, a 5.75 puntos del campeón América de Cali.
En 1991 la empresa de electrodomésticos Philips, por gestión de su gerente, Fausto Brivio Tarabella, se vincula publicitariamente con el equipo profesional de Manizales, renombrándolo como Once Philips.
Al no contarse con el suficiente dinero del patrocinador Philips en 1993, se decide la vinculación de un copatrocinador: Postobón, con su producto Colombiana. En ese momento se cambia el nombre a Once Philips-Colombiana. Ese mismo año ganó el Torneo Apertura y clasificó para los octogonales finales, ocupando el quinto lugar. Esta fue la campaña más destacada del equipo en los últimos años y, sin embargo, tuvo durante el año una baja capacidad en el estadio Fernando Londoño y Londoño, lo que ocasionó un déficit importante por concepto de taquillas. Este año fue también de grandes cambios, ya que siempre se jugó fuera de Manizales por  la demolición del viejo estadio Fernando Londoño y Londoño, teniendo que desplazar la sede como local a Cartago y Riosucio.
En 1994 se retira Philips como patrocinador; Postobón asume todas las obligaciones comerciales del equipo, inicialmente con su producto Colombiana. De esta forma, el equipo se renombra a Once Caldas-Colombiana, y para el año de 1995 es cambiado por Once Caldas Leona, por motivo del patrocinio de Cerveza Leona. Después de esto, el uso del patrocinio en el nombre desaparecería definitivamente.
En 1996 el empresario José Castaño gestionó la llegada de los sudafricanos Tobongo Moloy y Leo Morula. Solo Tobongo Moloy tuvo acciones importantes en la primera etapa y Leo Morula actuó 20 minutos en un partido contra el Deportes Quindío en Armenia; saliendo luego del país sin dar explicaciones. El experimento africano no resultó; sin embargo, emergieron durante el mismo año dos nuevas promesas del fútbol nacional: Ancízar Valencia y Arnulfo Valentierra, por muchos años pilares del equipo. También en esa época se contrató al argentino Sergio Galván, que llegó como un desconocido procedente de Boca Juniors.

### Nombres
El equipo a través de su historia ha tenido los siguientes nombres:
- 1947-1961 — Deportes Caldas
- 1961-1972 — Once Caldas
- 1972-1979  — Cristal Caldas
- 1979-1982 — Varta Caldas
- 1983-1990 — Cristal Caldas
- 1991-1992 — Once Philips
- 1993 — Once Philips-Colombiana
- 1994 — Once Caldas Colombiana
- 1995 — Once Caldas Leona
- 1996-presente — Once Caldas

### 1997-1998
En 1997 se inicia la era de Javier Álvarez, sin muchas expectativas. Para muchos, la llegada de Álvarez era una incógnita por su falta de experiencia en el manejo de jugadores a nivel profesional. Su primera prueba dirigiendo al Once Caldas fue notable; solo un mal comienzo del torneo lo privó de ganar en el grupo que ganó Deportes Quindío con 12 puntos, Once Caldas quedó segundo con 10 puntos. Es de destacar que dejaron atrás a importantes rivales como Atlético Nacional y Deportivo Cali. En el acumulado total de adecuación, Once Caldas ocupó el cuarto lugar.

### Primer Subcampeonato 1998
En el año de 1998 el equipo realiza una campaña histórica en el Campeonato colombiano, clasificándose por primera vez a la Copa Libertadores de América y terminando subcampeón del campeonato en una final de ida y vuelta frente al Deportivo Cali. Al finalizar el campeonato el entrenador Javier Álvarez abandona el equipo para entrenar a la Selección Colombia.

### Copa Conmebol 1998
Ese mismo año al Once Caldas le correspondió relevar a Millonarios en la participación de la Copa Conmebol 1998, porque el equipo de la capital colombiana fue invitado a participar en Copa Merconorte 1998. El Once Caldas se enfrentó con el Santos de Brasil en la primera fase, perdiendo 2-1 en Brasil y ganando por el mismo resultado en Manizales. Sin embargo, el equipo 'Blanco' quedó eliminado 3-2 en la definición mediante tiros desde el punto penal. Aunque el resultado no fue el mejor, fue así como el Once Caldas comenzó una época con abundantes participaciones en torneos internacionales de primer nivel.

### Copa Libertadores 1999
Tras quedar líder en la reclasificación del torneo colombiano y subcampeón (1998) el Once Caldas se clasificó a la Copa Libertadores 1999, siendo esta su primera participación en la Copa Libertadores de América. El Once caldas quedó emparejado en el Grupo B junto con el Vélez Sársfield de Argentina, River Plate y el Deportivo Cali de Colombia.
Tras perder con el Deportivo Cali en Cali 1-0. El 2 de marzo de 1999 conseguiría una victoria que quedaría en la historia venciendo 4–1 al Ríver Plate en Manizales, con una magnífica actuación de Edwin Congo. Luego empataría 0-0 con Vélez Sársfield en Manizales.
En los partidos de vuelta, el Once caldas le ganó 3-0 al Deportivo Cali en Manizales. En sus dos visitas a Argentina perdió 1-0 y 3-0 contra Vélez Sársfield y River Plate, respectivamente. Así, el Once Caldas quedó último del Grupo B con siete puntos, a dos puntos del primero que fue Vélez Sársfield y a un punto de la clasificación. De esta forma, el Once Caldas comenzó su incursión en la Copa Libertadores. Tras recibir visitas de importantes clubes internacionales, el Once Caldas se mantenía sin derrotas en el Estadio Palogrande.
Tras la participación del Once Caldas en el torneo continental ocurrió algo que cambiaría la historia del club. La venta de Edwin Congo al Real Madrid supondría unos 5.5 millones de dólares para el club, lo que haría mejorar notablemente su situación económica.
Entre tanto, el equipo hizo una buena campaña en el campeonato colombiano terminando en la ubicación 6 en la reclasificación, sumando los puntos obtenidos en el torneo apertura y finalización. Su delantero Sergio Galván fue el goleador del torneo con 26 tantos.

### Nuevo Milenio
2000: El equipo 'blanco' realizó una campaña regular en el torneo doméstico quedando en la ubicación 8 en la reclasificación, sumando los puntos obtenidos en el torneo apertura y finalización.
2001: El Once gana el torneo finalización, lo que le permite avanzar a los cuadrangulares semifinales y queda de primero en la reclasificación. El Once conformó el grupo A con América de Cali, Santa Fe y Millonarios. Sin embargo, el equipo de Manizales quedaría segundo en el cuadrangular, a un punto del América.

### Copa Libertadores 2002
En la segunda participación del Once Caldas en la Copa Libertadores, se enfrentó al Flamengo de Brasil, Universidad Católica de Chile y Olimpia de Paraguay. Ganó 1-0 con gol de Sergio Galván al Flamengo; 3-0 a Universidad Católica, gracias a un gol de Léider Preciado y dos de Raúl Marín; Y 2-1 a Olimpia, los goles los anotaron Francisco Foronda y Sergio Galván. Todos estos partidos se jugaron como local en el Estadio Palogrande, donde continuaba con una racha de seis partidos invicto. No obstante, el Once Caldas perdió todos sus partidos como visitante: 3-2 contra el Olimpia, 4-1 contra Flamengo y 3-1 con la Universidad Católica, quedando eliminado en la primera fase con nueve puntos, nuevamente a dos puntos del primero y a un punto de la clasificación. En ese año se coronó campeón Olimpia de Paraguay.
En la Categoría Primera A en esta temporada el campeonato pasó de tener 16 equipos a 18, en el torneo Apertura queda noveno del todos contra todos y en el torneo finalización queda décimo y por tanto eliminado de los cuadrangulares semifinales.

### Segundo título (2003-I)
En 2003-I  la junta directiva y el nuevo cuerpo técnico encabezado por Luis Fernando Montoya (Director técnico) y Juan Carlos Ángel (preparador físico) presentaron los planes para la temporada. Se contrató a Carlos Valencia como asistente técnico y Ricardo Pérez como director de las divisiones inferiores.
Respecto al plantel profesional, se confirmó el regreso de Arnulfo Valentierra luego de su paso por el América de Cali, Samuel Vanegas a préstamo en Atlético Nacional, Luis Eduardo Lara de Deportes Quindío y llegaba Jefrey Díaz de Santa Fe. Ni el argentino Sebastián Calleja ni el brasileño Alexander Pinto, de corto paso por la institución, dieron los resultados esperados. Jhon Viáfara se convirtió en una de las grandes figuras del equipo al ubicarlo como volante de primera línea, abandonando su función conocida de defensa central. Al lado de Rubén Darío Velásquez se ganaron la convocatoria a la Selección Colombia de mayores para diferentes eventos internacionales y la eliminatoria mundialista.
En materia de mercadeo también fue clave este 2003. La multinacional Bavaria, con su firma Póker, se vincula publicitariamente con el Once Caldas, patrocinándole su camiseta en reemplazo de la Licorera de Caldas y su producto Aguardiente Cristal, luego de no llegar a un acuerdo económico.
El Once Caldas finalizó primero en la clasificación de todos contra todos con 35 puntos, cuatro más que el segundo (Millonarios). El Once Caldas formó el Cuadrangular A junto con América de Cali, Deportivo Cali y Unión Magdalena.
El primer partido fue una victoria por 3-1 ante el América de Cali, hacía 26 años que el equipo no le ganaba a este club en el estadio Pascual Guerrero. La última vez había sido el 27 de marzo de 1977 cuando ganó por 0-1 con gol del argentino Ramón Orlando Gómez. En la segunda fecha goleó 4-0 al Unión Magdalena. Luego empató contra el Deportivo Cali y Unión Magdalena, 1-1 en ambos partidos; y en la última fecha ganó 2-0 al América de Cali, clasificando a la final.
Luego de los cuadrangulares semifinales, el Once Caldas enfrentó a Junior de Barranquilla, ganador del Grupo B. El partido de ida en Barranquilla terminó en empate, el Once Caldas debía ganar de local en el Estadio Palogrande de Manizales; y así lo hizo, dando por primera vez en su historia la vuelta Olímpica en este estadio o escenario deportivo. El partido terminó 1-0 a favor de los locales, con un gol de Sergio Galván Rey, y así el Once Caldas consiguió su segundo título nacional y la clasificación a la Copa Libertadores 2004. De esta manera, el Once Caldas se coronó campeón después de casi 53 años de larga ausencia, algo que no hacía desde 1950, con cinco décadas de decepciones y frustraciones.

### Temporada 2004
Once Caldas hace una presentación buena en el Torneo Apertura de la temporada 2004, quedando 4° en la clasificación todos contra todos; pasando a conformar el cuadrangular B. Allí enfrenta a los equipos Independiente Medellín, Deportivo Cali y Bogotá Chicó, pero queda segundo y no puede pasar a la final. En el Torneo Finalización clasifica de nuevo a cuadrangulares, conforma el cuadrangular A, pero queda último detrás de Atlético Nacional, América de Cali y Deportes Tolima.

### Campeón Copa Libertadores 2004
El 1 de julio de 2004 ocurriría una impensada hazaña: Once Caldas se convierte, contra todo pronóstico, en el campeón de la Copa Libertadores de América, enfrentándose en la final a Boca Juniors y coronándose campeón en el Estadio Palogrande de la ciudad de Manizales tras vencerlo en la tanda de penales, convirtiéndose en el segundo equipo colombiano de la historia en ganar la Copa Libertadores tras Atlético Nacional de Medellín.

#### Fase de grupos
Los caldenses quedaron ubicados en el Grupo 2 con UA Maracaibo de Venezuela, Vélez Sársfield de Argentina y Fénix de Uruguay. El 19 de febrero Once Caldas goleó como local en el Estadio Palogrande 3-0 a Fénix con dos goles de Arnulfo Valentierra y uno de Jefrey Díaz. Posteriormente, el 25 de febrero, los colombianos vencieron 1-2 al Unión Atlético Maracaibo en el estadio "Pachencho" Romero, con goles de Jonathan Fabbro y Sergio Galván.
La única derrota de Once Caldas en el torneo fue en el estadio José Amalfitani frente a Vélez Sársfield de Argentina con el marcador de 2-0 el 9 de marzo. La revancha fue para Once Caldas el 17 de marzo con dos goles de Sergio Galván para el marcador definitivo de 2-0. Elkin Soto y Arnulfo Valentierra marcaron los tantos de la victoria 2-1 sobre Maracaibo en Manizales el 6 de abril. Cerrando la primera fase del torneo, fue el argentino Jonathan Fabbro quien marcó los dos goles del Caldas para igualar el 22 de abril, 2-2 con Fénix en el Estadio Centenario de Montevideo.
Once Caldas clasificó primero del Grupo 2, a la fase de Octavos de final, con un total de 13 puntos, cinco más que el segundo, el UA Maracaibo que acumuló ocho.

#### Octavos de final
En octavos de final, Once Caldas enfrentó a Barcelona de Ecuador, igualando 0-0 como visitante el 6 de mayo y empatando 1-1 en Manizales con agónico gol de Jorge Agudelo el día 13 del mismo mes. En tiros desde el punto penal el conjunto colombiano se impuso 4-2.
Posteriormente las divisiones menores del Once Caldas empezaban a dar sus frutos, jugadores como el riosuceño Julián Mauricio Céspedes quien era de gran despliegue por la banda derecha era considerado como opción, pero el juego de Céspedes en el torneo local ante Independiente Medellín no fue el mejor, por lo que se dio paso al tolimense Dayro Moreno quien respondió con 2 tantos ante Unión Magdalena y se quedó con la titular en el certamen local y en Copa Libertadores.

#### Cuartos de final
En los cuartos de final se enfrentó al Santos de Brasil en el que por aquel entonces contaba con jóvenes figuras como Robinho, Renato Dirnei, Elano Blumer y Diego Ribas da Cunha. En Brasil, el equipo brasilero se puso en ventaja, pero cuando parecía que la derrota era un hecho llegó el empate de Valentierra en el minuto 88. En el partido de vuelta en Colombia, el mismo jugador fue el encargado de darle la victoria al equipo colombiano 1-0 en un cobro de tiro libre a los 70 minutos, dándole la clasificación a los 4 mejores.

#### Semifinal
En la semifinal, el conjunto de Manizales se enfrentó al São Paulo con figuras como Rogério Ceni, Cicinho y Luís Fabiano. En Brasil ante 74.000 espectadores el resultado fue un empate sin goles. En Colombia el partido de vuelta fue sumamente emocionante. Herly Alcázar logró la ventaja para Once Caldas a los 27, pero Sao Paulo igualó a los 32; recién en el último suspiro del partido Jorge Agudelo puso el 2-1 definitivo.

#### Final y consagración
En la instancia definitiva Once Caldas se enfrentó al defensor del título, Boca Juniors que venía de eliminar a su máximo rival River Plate en la semifinal, Boca Juniors contaba con la mejor plantilla de América con jugadores como: Roberto Abbondanzieri, Luis Amaranto Perea, Guillermo Barros Schelotto, Carlos Tévez, entre otros. Pero Once Caldas se tenía fe para la hazaña. En el primer partido en La Bombonera ante más de 53 000 espectadores, el Once Caldas planteó un partido defensivo, Boca Juniors no pudo concretar y el partido acabó sin goles, llevándose así un punto de Buenos Aires.
En Manizales el 1 de julio de 2004 Manizales lucía como nunca todo un pueblo esperaba alzar la Copa Libertadores, Once Caldas logró el gol a los 8 minutos gracias a un remate de larga distancia de Jhon Viáfara, el partido ganó en emoción y fricción. Pero Boca Juniors demostró su experiencia y marcó el empate al comienzo del segundo tiempo con un gol de Nicolás Burdisso. El partido acabó sin que se modificara el 1-1. Se debió definir desde el punto de penal; la especialidad de Boca Juniors. Pero esa no era su noche y estaba escrito que Once Caldas debía hacer historia, ya que Boca Juniors desperdició los 4 penales, y Once Caldas vivió su momento más glorioso. Con buen fútbol y la gran conducción de Luis Fernando Montoya se consagró por primera vez en la historia como campeón de América, un verdadero campeón al que todos rindieron pleitesía.
Durante su campaña en copa Once Caldas marcó varios de sus goles en los últimos minutos del partido; goles sin duda decisivos para avanzar todo su recorrido hasta el título. Uno de los goles más recordados lo marcó Jorge Agudelo en la semifinal contra São Paulo en Palogrande, en tiempo de reposición y que le permitió avanzar directamente a la final. En posteriores pruebas de dopaje, Agudelo dio positivo, empañando su destacada actuación.
Históricamente Boca Juniors había sido considerado hasta ese momento como un equipo muy efectivo para cobrar tiros desde el punto penal, pues muchas de sus finales y partidos decisivos los había ganado a través de esta instancia. Irónicamente, la noche de la final erró los cuatro cobros, dos de ellos desviados y dos atajados con Juan Carlos Henao, convirtiéndolo en protagonista del partido. Luego de terminado el partido, Boca Juniors no asistió a recibir las medallas de subcampeón, su entrenador Carlos Bianchi dijo: "Yo no sabía, sinceramente no sabía... es la primera vez que perdemos, entonces no sabía que a los segundos le daban medallas, nos fue a buscar el jugador del rival titi Garrido Gestido ya pasado de copas ". Posteriormente, el presidente del club se disculpó públicamente por tal desplante.
Además, debido a la efusiva celebración el trofeo sufrió graves daños.

### Subcampeón Copa Intercontinental 2004
El 12 de diciembre de 2004 Once Caldas y FC Oporto de Portugal jugaron en Yokohama, Japón, ante más de 45000 espectadores, la que sería la última Copa Intercontinental, ya que sería reemplazada definitivamente por la Copa Mundial de Clubes.
Fue un partido donde el equipo de Portugal tuvo mayor posesión del balón, aunque sin lograr perforar la defensa del Once Caldas, alcanzando a golpear hasta tres veces en los palos. Ambos equipos ofrecieron un gran espectáculo en todo el encuentro gracias a la cantidad de llegadas.
El equipo europeo atacó en más oportunidades, mientras que el rival no tuvo muchas llegadas. Aunque FC Oporto tuvo más posesión, el Once Caldas rompió el ritmo del juego con una acción que generó peligro . El argentino Jonathan Fabbro condujo el balón superando a Ricardo Costa para asistir a Jhon Viáfara, cuyo lanzamiento cruzado desde la derecha se marchó desviado.
El empate a cero durante 120 minutos obligó a ir a los lanzamientos de penaltis. El FC Oporto  estuvo a punto de perder la final cuando Maniche envió al larguero su lanzamiento en la tanda de penaltis con la serie 3-4 a favor del cuadro colombiano, por lo cual el futbolista argentino Jonathan Fabbro tuvo en sus pies la oportunidad de otorgarle el título al Once Caldas como Campeón del Mundo 2004 a nivel de clubes en la Copa Intercontinental, con su intento por convertir el quinto gol y definitivo para lo que debió cerrar la serie por 3-5, y el balón pegó en el palo. La serie continuó y Edwin García desperdició lo que sería el noveno cobro cuando la serie iba empatada 7-7, y en consecuencia Pedro Emanuel le dio la victoria al FC Oporto convirtiendo su lanzamiento y terminando la tanda de penaltis con un 8-7 a favor del cuadro de Portugal. Durante la serie, el arquero del conjunto de Once Caldas, Juan Carlos Henao, adivinó la mayoría de los disparos ejecutados por los jugadores del FC Oporto, pero no logró atajar ninguno. Fue la primera participación del Once Caldas y la segunda de un equipo colombiano en una final del mundo. A pesar de esto, fue el primer equipo de esa nación que forzó una final a la definición por penales, ya que quince años atrás Atlético Nacional había perdido ante el AC Milan italiano por 1-0 en tiempo extra. Fue la final más pareja de todas, ya que en ninguna otra disputa de la copa intercontinental hubo tantos goles en la tanda de penaltis.

### Temporada 2005
En esta Temporada el equipo blanco de Manizales queda sexto de la tabla de reclasificación con 64 puntos el Torneo Apertura clasifica octavo en el todos contra todos y en el Grupo B el primero de su grupo es Independiente Santa Fe con quien jugó en el Estadio La Independencia de Tunja el día miércoles 15 de junio de 2005 en la fecha cinco del cuadrangular grupo B, que después queda subcampeón frente a Atlético Nacional y en el Torneo Finalización queda séptimo del todos contra todos y en los cuadrangulares finales queda tercero del Grupo A y el primero de su grupo es Deportivo Cali que queda campeón de la Primera A ante Real Cartagena .

### Copa Libertadores 2005
En la Copa Libertadores 2005 el Once Caldas es el defensor del título sudamericano. Y quedó clasificado en el Grupo 7 junto a Guadalajara de México, Cobreloa de Chile y San Lorenzo de Argentina. El Once Caldas clasificó segundo con nueve puntos a tres del primero, Guadalajara. En los dos primeros partidos el Once Caldas empató sin goles contra San Lorenzo y Guadalajara. En la tercera fecha perdió de visitante contra Cobreloa 2-1, y luego contra el mismo equipo empató sin goles en Manizales.
En una gran actuación el equipo 'Blanco' superó a Guadalajara 4-2 con goles de Elkin Soto, Tressor Moreno, Jhon Viáfara y Jonathan Fabbro. En la última fecha logra clasificar de segundo con 9 puntos gracias a la victoria en Argentina contra San Lorenzo 1-0 con el gol de Jhon Viáfara.
En el ordenamiento del campeonato de la segunda fase el Once caldas quedó 13° y se enfrentó en los octavos de final con los Tigres. El primer partido se celebró en Manizales igualando 1-1 con gol de Néstor David Álvarez; ya en México cayó 2-1, el gol del descuento lo marcó el argentino Jonathan Fabbro. Así el Once Caldas quedaría fuera del certamen continental en octavos de final.

### Subcampeón Recopa Sudamericana 2005
La disputa del trofeo consistió en un partido de ida y vuelta entre el campeón de la Copa Libertadores 2004 (Once Caldas) y el campeón de la Copa Sudamericana 2004 (Boca Juniors) de Argentina.
En el partido de ida se jugó en el estadio la Bombonera en donde Boca Juniors venció 3-1 al Once Caldas, con goles de Sebastián Battaglia, Neri Cardozo y Juan González en propia puerta, marcaron los goles del equipo argentino y descontó el Once Caldas con un gol de Mauricio Casierra, dejando aparentemente cerrado el campeonato.
El partido de vuelta el 31 de agosto de 2005 se jugó en el Estadio Palogrande, escenario donde Once Caldas le había ganado la Copa Libertadores 2004 al mismo equipo argentino. El partido se le complicó más de la cuenta al Boca Juniors y estuvo a punto de perder el campeonato si no fuera por el legendario temple del equipo argentino. Al final el partido terminó 2-1 con goles de Edison Chará, Rubén Darío Velásquez para el Once Caldas y descontó Schiavi. Aunque el Once Caldas ganó el partido, por el marcador global el Boca Juniors se coronó campeón de la Recopa Sudamericana 2005, y así tuvo su revancha por la Copa Libertadores 2004 perdida ante el conjunto colombiano.

### Temporadas 2006-2007
Tras la última participación del Once Caldas en la Copa Libertadores 2005. El equipo ha estado inmerso en una gran inestabilidad política y futbolística, haciendo que el equipo no tenga participaciones destacadas dentro o fuera de Colombia.
El equipo clasificó a los cuadrangulares semifinales en el torneo 2006-I y en el torneo 2007-II, pero quedaría eliminado en esta instancias en las dos ocasiones.

### Subcampeón Copa Colombia 2008
El Once Caldas volvió aparecer en el panorama colombiano llegando a la final de la Copa Colombia 2008, en el grupo F superó a los equipos Expreso Rojo, Deportes Tolima, Atlético Huila, Girardot F. C., Juventud Soacha para llegar a la instancia definitiva, el Once Caldas eliminó en las fases definitivas al Depor F. C., Boyacá Chicó y al Expreso Rojo. El título finalmente lo perdería contra el equipo bogotano de La Equidad. Perdiendo en el partido de ida 1-0 y luego empatando 3-3 en Manizales, convirtiendo a La Equidad en el campeón con el resultado global de 4-3 con una brillante actuación del riosuceño Julián Mauricio Céspedes, quien puso 2 pases gol y fue potente en ataque y seguro en zona defensiva, 8 puntos obtuvo Céspedes en aquel juego, el cual le dio la confianza para debutar luego en el torneo local ante Independiente Medellín, compromiso en el que actuó durante 5 minutos con una pésima actuación según la prensa local. Debido a los malos resultados y al no cumplir el objetivo de clasificar al Once a un campeonato internacional, el técnico Jorge Luis Bernal salió del cargo. Su reemplazo, regresando para cumplir una nueva etapa en el club es Javier Álvarez.

### Tercer título (2009-I)
En el Torneo Apertura 2009 el Once Caldas tenía cerca el tema del descenso pero al finalizar el semestre se alejó, tuvo un comienzo irregular en la fase de todos contra todos, pero finalmente clasificó octavo con 29 puntos para los Cuadrangulares semifinales, tras vencer 1-0 al Independiente Medellín gracias al gol del defensa Alexis Henríquez en Manizales en el último partido. El Once Caldas quedó emparejado en el Grupo A junto a La Equidad, Deportes Tolima y Boyacá Chicó.
El Once ganó su primer partido 2-1 ante el Boyacá Chicó, las anotaciones fueron de Alexis Henríquez y Johan Fano; luego empataría 1-1 en Bogotá contra La Equidad, con gol de Johan Fano. Después perdió contra Deportes Tolima 3-1 de visitante, el gol del descuento fue de Henry Rojas; pero de local ganó 2-0, gracias a los goles de Jorge Casanova y Johan Fano. Más tarde pierde en el Estadio Palogrande  3-2 ante La Equidad, los goles del descuento fueron obra de Jorge Casanova y Wilson Mena. Finalmente el 21 de junio de 2009 el Once Caldas derrotó 2-3 al Boyacá Chicó en el estadio la Independencia de Tunja, con dos goles del peruano "Johan Fano" (máximo goleador del equipo con 13 goles) y uno del argentino Ariel Carreño. Así, el equipo 'Blanco', con 10 puntos, fue primero de su grupo y clasificó a disputar la gran final contra el vencedor del Grupo B, el Junior, repitiendo la final del Apertura 2003 que ganó el Once Caldas.
La primera final se jugó en Manizales, con marcador final de 2-1 a favor del equipo blanco con goles de Nondier Romero y Johan Fano, y descontaría Giovanni Hernández por el equipo barranquillero, y con la esperanza de poder remontar ese resultado. Sin embargo, sucedió todo lo contrario. La vuelta se jugó en Barranquilla, en donde el Junior de Barranquilla terminó siendo goleado 1-3 a favor del Once Caldas con goles de Alexis Henríquez, Alex Sinisterra y Dayron Pérez, y descontaría Hayder Palacio para el equipo tiburón, quedando el resultado global de la eliminatoria 2-5, coronándose el Once Caldas campeón por tercera vez en su historia.

### Copa Libertadores 2010
Después de haber fracasado en el segundo semestre de 2009 en la defensa del título, se conformaba la nueva comisión directiva quienes se disponían a enfrentar el año 2010, con una nueva participación en Copa Libertadores después de 4 años de ausencia y la tabla del descenso ya que el equipo albo comenzaba en la posición 15° con 91 puntos a cinco puntos del último(18°) Cúcuta Deportivo con 86 puntos y a un punto de Real Cartagena en la posición 16° y del recién ascendido de la Primera B 2009 y que ocupaba el lugar de jugar la Serie de Promoción que era Cortuluá en la posición 17°. El sorteo determinó que el Once Caldas estaría en el grupo 2 de la Copa Libertadores junto con Nacional de Paraguay, São Paulo de Brasil y Monterrey de México.
El debut se dio con una victoria en Paraguay ante Nacional por marcador de 0-2 con goles de Jaime Castrillón en la primera parte y Danny Santoya en el segundo tiempo, quien minutos más tarde erró un penalti estrellándose en el palo izquierdo. El 25 de febrero era turno de debutar como local nada más que frente al Sao Paulo. El partido se realizó ante más de 30 000 espectadores quienes vieron como Sao Paulo se ponía adelante con gol del veterano Rogério Ceni. Ya para el segundo tiempo el equipo de Manizales logró dar vuelta al marcador con goles de Fernando Uribe al minuto 49 de cabeza, luego de un centro del jugador Iván Vélez, y Dayro Moreno en su debut con el equipo 'albo', al minuto 71, marcándose un gol luego de una gran jugada individual desde la mitad de la cancha, que fue catalogado como el mejor gol de la Copa Libertadores 2010.
El tercer partido era de local ante el Monterrey. El resultado final fue un marcador 1-1 con gol de Jhon Valencia de tiro libre. La cuarta fecha repetía protagonistas, y además marcador; el partido terminaría igualado 2-2, con goles de Dayro Moreno y Jaime Castrillón.
El Once ya casi que clasificado a siguiente ronda se enfrentaba a un eliminado Nacional de Paraguay. El partido fue cerrado pero otra vez el equipo 'blanco' encontraría el camino del gol por medio de Jhon Valencia en cobro de tiro libre.
Ya con todo definido en el grupo dos, se enfrentaban los dos clasificados Sao Paulo y Once Caldas, en un buen partido donde el equipo brasilero se impuso 1-0.
De nuevo el Once Caldas se ubicaba entre los 16 mejores de América, por la fecha de octavos de final se enfrentaría a un clásico de Paraguay Libertad. En Manizales el equipo paraguayo se llevaría un valioso empate sin goles, en un partido con mucha fricción y poco fútbol; el Once desperdició muchas oportunidades y se encontró ante una defensa bien parada. El partido dio lugar el 6 de mayo. El Once Caldas se montó en el marcador con gol de Dayro Moreno, pero luego empataría Roberto Gamarra y en el último suspiro del partido el mismo metería el segundo gol y eliminaba al Once Caldas.

### Cuarto título (2010-II)
A pesar de atravesar una de las peores crisis económicas de su historia que lo ha llevado al incumplimiento de pagos, Once caldas consiguió clasificarse para los cuadrangulares semifinales al quedar segundo en la clasificación de la Fase todos contra todos con 36 puntos y solo por detrás del Deportes Tolima con los mismos puntos.
Once caldas quedó emparejado en el Grupo B de los Cuadrangulares semifinales con Atlético Nacional, Deportes Quindío y Cúcuta Deportivo. No hubo un buen comienzo con el empate inicial 0-0 contra Cúcuta Deportivo en Manizales, pero el Once ganó como visitante en Armenia 1-3 sobre el Deportes Quindío, con un doblete de Fernando Uribe y un gol de Dayro Moreno. Luego, en Medellín, el el blanco de Manizales empezó encarrilar su clasificación tras vencer 3-1 al Atlético Nacional, gracias a un gol de Fernando Uribe a pase de Jaime Castrillón, posteriormente anotaría Jefferson Cuero y finalmente Dayro Moreno marcaría el tercero gracias a una jugada en el área con Fernando Uribe para sentenciar el partido. En el Estadio Palogrande el Once caldas volvió a derrotar al Atlético Nacional 3-2 con dos goles del juvenil Félix Micolta y otro gol de Dayro Moreno, eliminando al equipo verde y quedando a un solo paso de la final. El Once conseguiría su cupo a la final tras golear 4-1 en la penúltima fecha al Deportes Quindío, con un gol de Luis Núñez, dos goles de Jaime Castrillón y uno de Félix Micolta
El Once caldas terminó la fase como líder del Grupo B sacando cuatro puntos al segundo. Esta clasificación se debió al buen manejo que ha hecho de la plantilla el entrenador Juan Carlos Osorio y a las figuras del equipo los delanteros Fernando Uribe y el goleador del equipo Dayro Moreno, que le dieron potencial en ataque al equipo, convirtiéndose en la pareja más efectiva del campeonato.

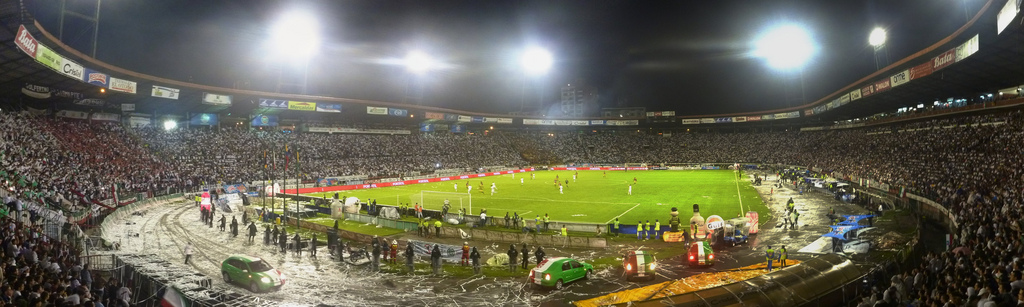
19 de diciembre de 2010.

Por el Grupo A, el líder sería Deportes Tolima convirtiéndose en el rival del equipo manizaleño en la final. El partido de ida se jugó en el Estadio Manuel Murillo Toro de Ibagué, con marcador de 2-1 a favor del Deportes Tolima, el gol del descuento lo marcó Dayro Moreno. y la vuelta en Manizales en el Estadio Palogrande, con marcador de 3-1 a favor del Once Caldas, los goles los marcaron Jaime Castrillón, Fernando Uribe y Wilson Mena. El resultado global de 4-3 a favor le permitió coronarse campeón y tener la cuarta estrella en su escudo.
Así el equipo caldense lograría alzar su cuarto título nacional, lo que le significó el paso a la Copa Libertadores del siguiente año.

### Copa Libertadores 2011
El blanco-blanco de Manizales quedó ubicado en el Grupo 1 junto a Universidad de San Martín de Perú, Libertad de Paraguay y San Luis de México.
El primer partido del Once Caldas fue en el Estadio Palogrande enfrentando a la Universidad de San Martín donde fue superado tres goles por cero. Con el partido perdido ante los peruanos, el elenco blanco perdió su primer partido como local en todas sus participaciones en Copa Libertadores. Ya el 22 de febrero nuevamente en Manizales recibió a Libertad empatando uno por uno con gol de Dayro Moreno y en el tercer partido del grupo empató también a un tanto con San Luis en México, esta vez con gol de Wason Rentería.
Ya el 15 de marzo el Once recibió al San Luis en Manizales empatando de nuevo con gol de Luis Núñez. Luego, cedería nuevamente otro empate en Paraguay con Libertad, cuando Nicolás Pavlovich empató en el último minuto el partido, por Once Caldas, Rentería anotó un doblete. Once Caldas llegó a la última fecha del grupo necesitando ganar a la Universidad de San Martín en Perú y esperando que Libertad le ganará a San Luis en Paraguay y efectivamente lo logró ganando dos goles por cero con goles de Rentería y Matías Mirabaje, clasificando a los Octavos de final de la Copa Libertadores 2011 como el peor segundo de la historia de la competición, siendo el primero en hacerlo con apenas 7 puntos.
Al ser el peor segundo en la tabla general de clasificados, el Once enfrentó al mejor primero, el brasileño Cruzeiro que venía invicto en la Copa Libertadores. El partido de ida se disputó el 27 de abril en el Estadio Palogrande de Manizales, donde Once Caldas perdió dos goles por uno, por Once Caldas anotó Luis Núñez al minuto 88 y por el conjunto brasileño Wallyson y José Ortigoza. Para el partido de vuelta, disputado en Brasil el Once Caldas hizo la hazaña pues derrotó dos goles por cero al mejor equipo de la Copa con goles de Diego Amaya y Dayro Moreno clasificando por un global de 3-2 a los Cuartos de final de la Copa Libertadores 2011.
Ya en cuartos de final el Once Caldas se enfrentó con Santos, también brasileño. Con estadio lleno, el 11 de mayo se jugó el partido de ida, donde nuevamente el Once Caldas perdió como local, Santos se fue ganador con gol de Alan Patrick. Para el partido de vuelta, el Once Caldas empató a un gol con Santos, por los brasileños anotó Neymar, que también cobró un tiro penal que fue bien atajado por Luis Enrique Martínez, popular Neco. Por Once Caldas anotó Wason Rentería y, con este marcador, Once Caldas quedó por fuera de la Copa Libertadores de América. Cabe destacar que en toda la copa Once Caldas no ganó de local y no perdió en condición de visitante.

### Subcampeón (2011-II)
Cabe destacar que e el Torneo Finalización 2011, Once Caldas disputó con Junior de Barranquilla la final del Torneo Finalización, clasificando de Tercero en la fase todos contra todos, y luego eliminando a rivales como América de Cali 2-0 en el global en cuartos de final, luego derrotando a Independiente Santa Fe 3-2 en el resultado global y luego en la gran final perdiendo en los lanzamientos desde el punto penal (4-2, tras terminar la serie de 180 minutos 4-4 en el marcador global.
Además de quedar subcampeón, ratificó ser "El nuevo grande" del fútbol Colombiano, por sus destacadas participaciones en torneos nacionales y una creciente hinchada por todo el país.

### Copa Libertadores 2012
El blanco-blanco de Manizales quedó ubicado en la Llave 5 junto a Inter de Porto Alegre de Brasil
El primer partido se disputó en el Estadio Beira-Rio el día 25 de enero. Comenzando el partido, al minuto 11 del primer tiempo Leandro Damião le dio el primer y único gol de aquel partido.
Ya en la vuelta, el Once Caldas debía remontar ese 1 a 0 en contra para instalarse en el Grupo 1 junto a Santos de Brasil, The Strongest de Bolivia y Juan Aurich de Perú. Llegó el día 1 de febrero, se vivía una fiesta en el interior y exterior del Estadio Palogrande pues la esperanza en clasificar seguía intacta. Comenzó el encuentro, al minuto 2 penal para el conjunto local que fue bien ejecutado por el paraguayo Jorge Daniel Núñez. 1-1 se encontraba la serie pero al minuto 11 la hinchada local veía esfumarse su sueño tras el gol de penal convertido por Andrés D'Alessandro.
Esas pocas ilusiones se vieron deshechas cuando al minuto 21 Tinga decretaba el 2-1 parcial, ya el "blanco" debía convertir 3 goles para acceder a la fase de grupos. 3 minutos más tarde Mario González anotaba el 2-2 haciendo un poco más cercanas las aspiraciones de la hinchada blanca. Sin embargo, el partido concluyó 3-2 a favor del Inter que le permitió instalarse en el grupo 1 ese año.

### Copa Libertadores 2015
El 'Timão', logró una aplastante victoria por 4-0 en la ida disputada en su estadio, y en el cotejo de vuelta en la ciudad de Manizales se fue en ventaja a los 15 minutos a través de Elías, mientras que Once Caldas logró el empate a los 13 minutos del complemento por intermedio de Johan Arango.
Corinthians de Brasil avanzó a la segunda fase de la Copa Libertadores 2015 al igualar 1-1 en su visita a Once Caldas, en el partido de vuelta de la primera ronda jugado en el estadio Palogrande de la ciudad de Manizales
Once Caldas fue ampliamente superado en la serie y se despidió prematuramente de la Copa Libertadores, mientras que Corinthians enfrentó en la fase de Grupos en el Grupo 2, a São Paulo de Brasil, San Lorenzo de Argentina y Danubio de Uruguay.

### Subcampeón Copa Colombia 2018
El Once Caldas volvió aparecer en el panorama colombiano llegando a la final de la Copa Colombia 2018. Después de recorrer el camino más complicado para llegar a la final, la pierde con el conjunto verde de Antioquia con un marcador 4-3 en el global.

### Copa Sudamericana 2019
El Once Caldas volvió aparecer en el panorama Internacional llegando a la Copa Sudamericana 2019, después de 4 años fuera de competencia continental. En la primera ronda se enfrenta al conjunto Paraguayo Deportivo Santaní, en el estadio Defensores del Chaco igualando en la ida 1-1 con gol de Juan David Rodríguez Rico. El 21 de febrero cae 0-2 en el Palogrande y queda eliminado en la primera fase del torneo.

### Copa Sudamericana 2025
El Once Caldas nuevamente vuelve a disputar un torneo Internacional llegando a la Copa Sudamericana 2025, después de 6 años fuera de competencia continental. El conjunto Albo queda instalado en el grupo F compuesto por Fluminense, de Brasil;   Unión Española, de Chile; y por GV San José, de Bolivia.
En la eliminatoria de octavos de final enfrentó al conjunto Boliviano San Antonio Bulo Bulo. El partido de ida se disputó el 16 de julio en Cochabamba, donde el Once Caldas se impuso por 3-0 con goles. Para el partido de vuelta en Manizales, el 23 de julio, se impuso 4-0.
El 12 de agosto se jugó el partido de ida de los octavos de final contra Huracán de Argentina en Manizales imponiéndose 1-0. Y para la vuelta el 19 de agosto se impuso en Territorio argentino ganando 1-3 con doblete de Dayro Moreno.

## Símbolos

### Escudo
Es uno de los símbolos que resalta el sentimiento del departamento de Caldas y su capital Manizales. Los colores son los de la bandera de Manizales, ciudad capital y sede natural del Once Caldas, pero en diferente orden, ya que en el escudo se organiza de forma vertical, con el color blanco hacia el centro.
En el medio del escudo se destacan las letras O y C, iniciales del Once Caldas, estas dos letras se entrelazan, unidas entre sí. Antes de 1998 la O se ubicaba alrededor de la C.
Las estrellas blancas representan los cuatro títulos nacionales obtenidos por el equipo hasta el momento (1950, 2003-I, 2009-I y 2010-II), mientras que en la parte superior se ubica una estrella dorada, que representa la conquista de la Copa Libertadores 2004.
| Evolución del escudo | Evolución del escudo | Evolución del escudo | Evolución del escudo | Evolución del escudo |
| -------------------- | -------------------- | -------------------- | -------------------- | -------------------- |
| 1947 - 1950[1]       | 1950 - 1961[2]       | 1961 - 1991          | 1991 - 1998          | 1998 - 2003          |
|                      |                      |                      |                      |                      |
| 2003 - 2004          | 2004 - 2009          | 2009 - 2010          | 2010 - Actualidad    |                      |
|                      |                      |                      |                      |                      |

Nota1: Primer escudo de Deportes Caldas.
Nota2: Segundo escudo de Deportes Caldas antes de fusionarse con Once Deportivo.

### Mascota

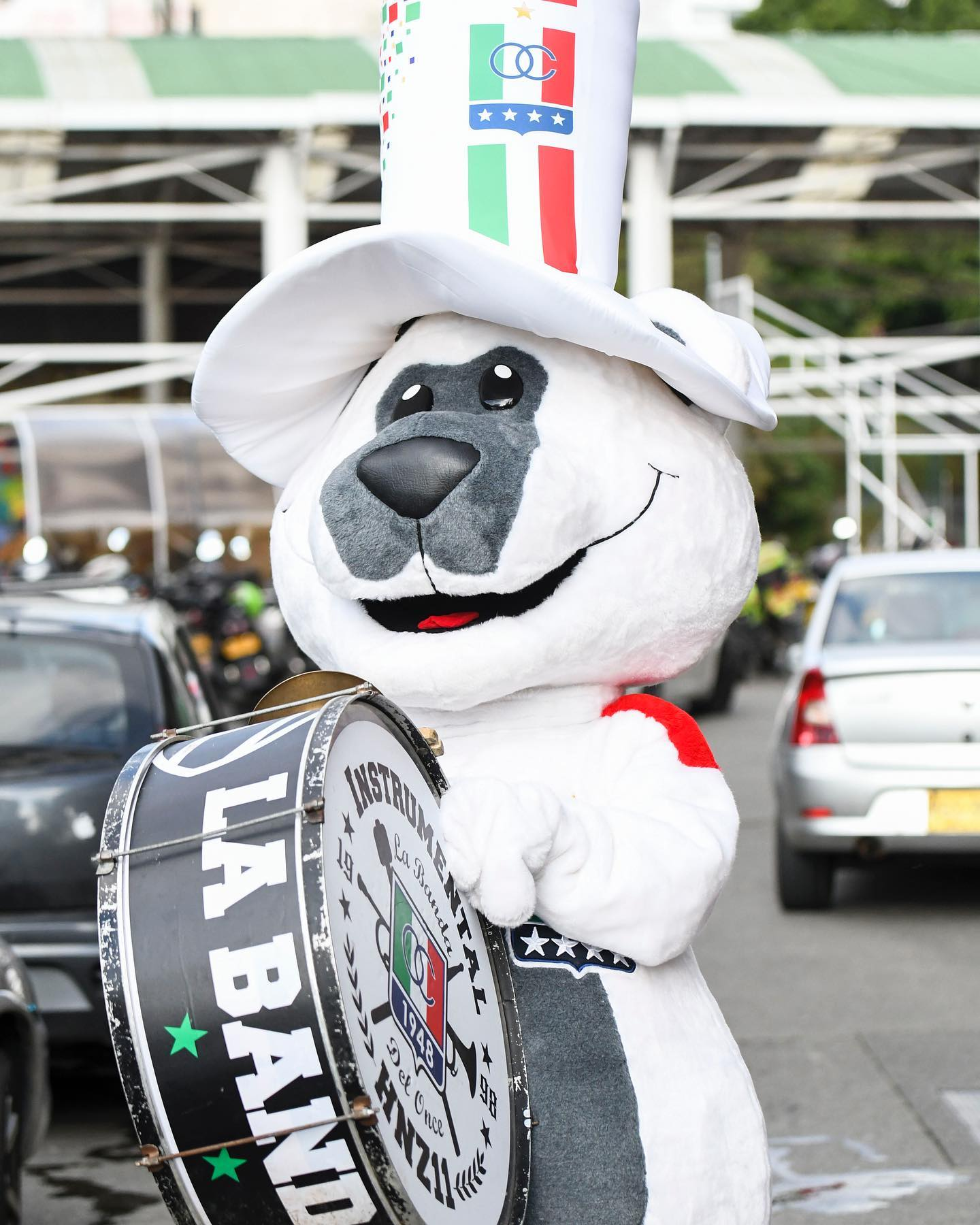
Blanco de la montaña

La mascota oficial del Once Caldas es un oso de anteojos de color blanco llamado "Blanco de la montaña", quien siempre acompaña al equipo con un vistoso sombrero alto.
El uso de esta mascota por parte del Once Caldas puede simbolizar la identificación del equipo con la región andina de Colombia y con la diversidad natural del país.

## Uniforme
Cuando se fundó el Once Caldas, en 1960 el uniforme del equipo no era el blanco que ha llevado en la mayor parte de su historia. En principio, el conjunto caldense utilizó los colores de la bandera de Manizales en la camiseta, con franjas verticales verde, blanco y rojo, y la pantaloneta azul.
En 1961, según los historiadores, enfrentó a Nacional en Medellín, allí usó un uniforme blanco, el cual adoptó desde ese momento, alternando con la vestimenta inicial.
Desde esa época, hasta hoy, el equipo ha mantenido el blanco como su uniforme principal, con variaciones de diseño con las diferentes marcas de ropa que le han patrocinado. Como uniformes alternos ha tenido en los últimos años el negro, como segundo, y en tercer lugar el azul oscuro. En otras épocas tuvo uniformes para jugar de visitante con muchos colores: verde, rojo, azul, entre otros.
- Uniforme titular: Camiseta, pantalón y medias blancas.
- Uniforme alternativo: Camiseta, pantalón y medias negras.

### Evolución uniforme local
| 2004 | 2005-I | 2005-II | 2006 | 2007 | 2008 | 2009 | 2010 |

| 2011 | 2012 - 2013 | 2013 - 2014 | 2014 - 2015 | 2016 - 2017 | 2018 | 2019 (p) | 2019 I |

| 2019-2020 | 2021 | 2022 | 2023 | 2024 | 2025 |

### Evolución uniforme visitante
| 2004 | 2005 | 2006 | 2007 | 2008 | 2009 | 2010 | 2011 |

| 2012 - 2013 | 2013 - 2014 | 2014 - 2015 | 2016 - 2017 | 2018 | 2019 (p) | 2019-I | 2019-II - 2020 |

| 2021 | 2022 | 2023 | 2024 | 2025 |

### Evolución tercer uniforme
| 2018 | 2019 I | 2019-II - 2021 | 2022 | 2023 | 2024 |

### Indumentaria y patrocinadores
| Período       | Proveedor |
| ------------- | --------- |
| 1982          | Cuervo    |
| 1991          | Saeta     |
| 1992-1994     | Torino    |
| 1996-2002     | Lusti     |
| 2003-2004     | FSS       |
| 2005-2007     | Adidas    |
| 2007-2011     | Walon     |
| 2011-2014     | Joma      |
| 2014-2017     | Umbro     |
| 2018          | Saeta     |
| 2019 I        | Erreà     |
| 2019 II-2022  | Sheffy    |
| 2023-2024     | Hillside  |
| 2024-presente | Boman     |

| Empresa                            |
| ---------------------------------- |
| Colanta                            |
| Betplay                            |
| Alcaldía de Manizales              |
| DAF de la Montaña                  |
| Chery                              |
| Wakate                             |
| 100% Huevos                        |
| Aguardiente Amarillo de Manzanares |
| Gatorade                           |
| EMI Falck                          |
| Academia de Futbol Once Caldas DAF |

## Palmarés

### Torneos nacionales oficiales (4)
| Competición Nacional        | Títulos                        | Subcampeonatos |
| --------------------------- | ------------------------------ | -------------- |
| Categoría Primera A (4/2)   | 1950, 2003-I, 2009-I, 2010-II. | 1998, 2011-II. |
| Copa Colombia (0/2)         |                                | 2008, 2018.    |
| Superliga de Colombia (0/0) |                                |                |

### Torneos internacionales oficiales (1)
| Competición Internacional          | Títulos | Subcampeonatos |
| ---------------------------------- | ------- | -------------- |
| Copa Libertadores de América (1/0) | 2004.   |                |
| Copa Intercontinental (0/1)        |         | 2004.          |
| Recopa Sudamericana (0/1)          |         | 2005.          |

#### Detalle de las consagraciones
- En orden cronológico:

| # | Fecha      | Título                 | Rival                  | Ciudad       | Estadio          | Tipo              | Asociación |
| - | ---------- | ---------------------- | ---------------------- | ------------ | ---------------- | ----------------- | ---------- |
| 1 | 24/09/1950 | Primera A 1950         | Millonarios            | Cali         | Pascual Guerrero | Liga Nacional     | DIMAYOR    |
| 2 | 8/06/2003  | Apertura 2003          | Junior de Barranquilla | Manizales    | Palogrande       | Liga Nacional     | DIMAYOR    |
| 3 | 1/07/2004  | Copa Libertadores 2004 | Boca Juniors           | Manizales    | Palogrande       | Copa Libertadores | CONMEBOL   |
| 4 | 28/06/2009 | Apertura 2009          | Junior de Barranquilla | Barranquilla | Metropolitano    | Liga Nacional     | DIMAYOR    |
| 5 | 19/12/2010 | Finalización 2010      | Deportes Tolima        | Manizales    | Palogrande       | Liga Nacional     | DIMAYOR    |

### Torneos nacionales juveniles y de reserva (10)
En Manizales se disputa la Copa la patria todos los años.
| Competición           | Títulos                                                | Subtítulos         |
| --------------------- | ------------------------------------------------------ | ------------------ |
| Primera C (1/0):      | 2003.                                                  |                    |
| Copa la Patria (9/3): | 1998, 1999, 2004, 2009, 2010, 2016, 2017, 2018 y 2019. | 2002, 2008 y 2013. |

### Torneos amistosos (4)
| Competición                                     | Títulos      | Subtítulos |
| ----------------------------------------------- | ------------ | ---------- |
| Copa Capital del Eje (2/0):                     | 2015 y 2016. |            |
| Cuadrangular de Buga (1/0):                     | 1994.        |            |
| Copa Casajai en San Andrés y Providencia (1/0): | 2009.        |            |
| Trofeo Feria Manizales :                        | 1960.        |            |

## Plantilla

### Plantilla 2025-II
- Los equipos colombianos están limitados a tener en la plantilla un máximo de cuatro jugadores extranjeros. La lista incluye sólo la principal nacionalidad o nacionalidad deportiva de cada jugador.

- Para la temporada 2022 la Dimayor autorizó la inscripción de treinta (30) jugadores a los clubes,[83] de los cuales cinco (5) deben ser categoría Sub-23.[84]
- Los jugadores de categoría sub-20 no son tenidos en cuenta en el conteo de los 35 inscritos ante Dimayor.

### Altas y bajas 2025-II
| Altas            |                |                      |                           |
| Jugador          | Posición       | Procedencia          | Tipo                      |
| Kevin Cuesta     | Defensa        | Santa Fe             | Libre.                    |
| Efraín Navarro   | Defensa        | Alianza FC           | Libre.                    |
| Kevin Tamayo     | Defensa        | Itagüí Leones        | Cesión.                   |
| Luis Sánchez     | Centrocampista | Fortaleza            | Cesión.                   |
| Déinner Quiñones | Centrocampista | Deportivo Pasto      | Libre.                    |
| Pipe Gómez       | Delantero      | América de Cali      | Préstamo de Itagüí Leones |
| Andrés Ibargüen  | Delantero      | Atlético Bucaramanga | Libre.                    |
| Robert Mejía     | Centrocampista | FK Jimki             | Regreso de cesion.        |

| Bajas           |                |                           |                        |
| Jugador         | Posición       | Equipo                    | Tipo                   |
| Mateo Rodas     | Defensa        | La Equidad                | Libre.                 |
| Daniel Quiñones | Defensa        | Internacional de Palmira  | Libre.                 |
| Juan Patiño     | Defensa        | Club Nacional de Football | Traspaso.              |
| Leider Morán    | Defensa        | Real Cundinamarca         | Cesión.                |
| Hugo Dorrego    | Centrocampista | Sportivo Luqueño          | Rescisión de contrato. |
| Manuel Arteaga  | Centrocampista | Club Deportivo América    | Fin de contrato.       |
| Joel Contreras  | Centrocampista | Unión Magdalena           | Fin de cesión.         |
| Gilbert Álvarez | Delantero      | Oriente Petrolero         | Rescisión de contrato. |

### Jugadores cedidos del club
Jugadores que son propiedad del equipo y están prestados en el club, algunos con opción de compra.
| Cesiones          | Cesiones  | Cesiones          | Cesiones      |
| Jugador           | Posición  | Cedido a          | Hasta         |
| ----------------- | --------- | ----------------- | ------------- |
| Jhon Deybi Araujo | Delantero | Envigado FC       | Enero de 2026 |
| Leider Morán      | Defensa   | Real Cundinamarca | Enero de 2026 |

### Jugadores en selecciones nacionales
Nota: en negrita jugadores parte de la última convocatoria en sus respectivas selecciones.
| País     | Categoría | Jugador(es)  |
| -------- | --------- | ------------ |
| Colombia | Absoluta  | Dayro Moreno |

## Jugadores históricos

### Goleadores históricos
- Actualizado al 21 de Septiembre de 2024.[85]

| N | Nombre                     | Goles | Partidos |
| - | -------------------------- | ----- | -------- |
| 1 | Sergio Galván              | 171   | 377      |
| 2 | Dayro Moreno               | 161   | 359      |
| 3 | Arnulfo Valentierra        | 138   | 481      |
| 4 | Roberto Mirabelli          | 66    | 128      |
| 5 | Antonio Ríos               | 63    | 310      |
| 6 | Nicolás Lobatón            | 59    | 153      |
| 7 | Oswaldo Marcial Palavecino | 52    | 100      |

### Jugadores con más partidos jugados
- Actualizado el 20 de agosto de 2025.[85]

| N  | Nombre                  | Partidos |
| -- | ----------------------- | -------- |
| 1  | Juan Carlos Henao       | 612      |
| 2  | Arnulfo Valentierra     | 481      |
| 3  | Robeiro Fernando Moreno | 451      |
| 4  | Sergio Galván           | 377      |
| 5  | Rodrigo Gómez           | 373      |
| 6  | Dayro Moreno            | 359      |
| 7  | Gonzalo González        | 341      |
| 8  | Hugo Márquez            | 339      |
| 9  | Antonio Ríos            | 310      |
| 10 | Rubén Darío Velásquez   | 304      |
| 11 | José Ancizar Valencia   | 297      |
| 12 | Alexander Lemus         | 290      |
| 13 | Elkin Soto              | 270      |
| 14 | Nolberto Molina         | 262      |
| 15 | Alexis Henríquez        | 261      |
| 16 | Jose Fernando Cuadrado  | 254      |
| 17 | Harrison Henao          | 250      |
| 18 | Mauricio Casierra       | 248      |

### Jugadores con más títulos
| Jugador                                                                                             | Títulos | Títulos                                           |
| --------------------------------------------------------------------------------------------------- | ------- | ------------------------------------------------- |
| Alexis Henríquez                                                                                    | 4       | 1 Copa Libertadores de América 3 Primera División |
| Jhon Viafara Juan Carlos Henao Diego Arango Dayro Moreno                                            | 3       | 1 Copa Libertadores de América 2 Primera División |
| Arnulfo Valentierra Sergio Galván Elkin Soto Rubén Darío Velásquez Mauricio Casierra Samuel Vanegas | 2       | 1 Copa Libertadores de América 1 Primera División |
| Félix Micolta Diego Amaya Wilson Mena Luis Alberto Núñez                                            | 2       | 2 Primera División                                |

## Entrenadores

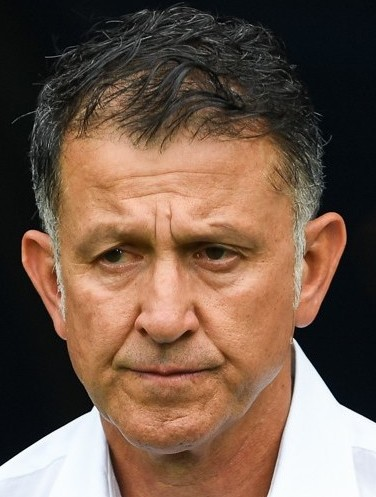
Juan Carlos Osorio, uno de los más destacados en la historia de Once Caldas.

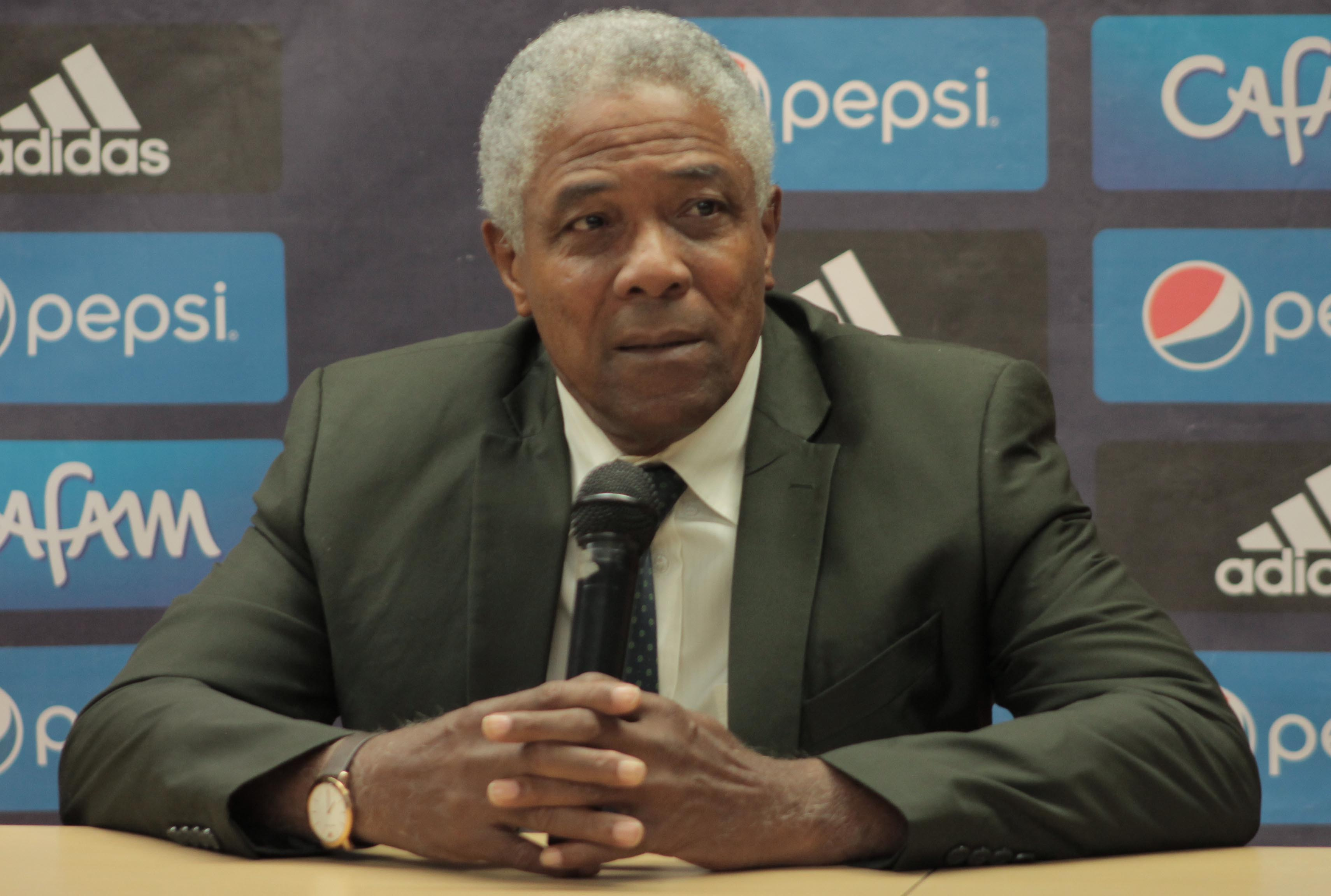
Francisco Maturana, técnico del Once Caldas en dos ocasiones.

### Listado de todos los tiempos
| Nombre                  | Desde | Hasta |
| ----------------------- | ----- | ----- |
| Alfredo Cuezzo          | 1950  | 1960  |
| José Próspero Fabrini   | 1961  | 1961  |
| Roberto Martino         | 1962  | 1962  |
| Francisco Villegas      | 1962  | 1963  |
| Luis Alberto Rubio      | 1964  | 1965  |
| Segundo Tessori         | 1964  | 1964  |
| Alfredo Cuezzo          | 1965  | 1966  |
| Wilfredo Camacho        | 1965  | 1965  |
| Simón Herrerías         | 1966  | 1967  |
| Óscar Ramos             | 1967  | 1968  |
| Ramón Cardona           | 1967  | 1967  |
| Rogelio Muñiz           | 1968  | 1969  |
| Ángel Chávez            | 1969  | 1969  |
| Alfredo Cuezzo          | 1969  | 1970  |
| Rogelio Muñiz           | 1971  | 1971  |
| Ángel Chávez            | 1972  | 1972  |
| Rogelio Muñiz           | 1972  | 1972  |
| Ramón Cardona           | 1973  | 1973  |
| Amadeo Carrizo          | 1973  | 1973  |
| Rogelio Muñiz           | 1973  | 1974  |
| Dante Homérico Lugo     | 1973  | 1973  |
| Alfredo Cuezzo          | 1974  | 1974  |
| Gilberto Osorio         | 1975  | 1977  |
| Miguel Ángel Vidal      | 1975  | 1975  |
| Jaime Fonseca           | 1977  | 1977  |
| Eduardo Luján Manera    | 1978  | 1978  |
| Felipe Ribaudo          | 1979  | 1979  |
| Carlos Antonietta       | 1980  | 1981  |
| Gonzalo González        | 1981  | 1981  |
| Efraín Sánchez          | 1981  | 1981  |
| Alfonso Botero          | 1982  | 1982  |
| Juan Carlos Sarnari     | 1982  | 1982  |
| Américo Pérez           | 1983  | 1983  |
| Ómar Patiño             | 1983  | 1983  |
| Américo Pérez           | 1983  | 1983  |
| Alfonso Núñez           | 1984  | 1984  |
| Américo Pérez           | 1984  | 1984  |
| Juan Manuel Guerra      | 1984  | 1984  |
| Jaime Silva             | 1985  | 1985  |
| Francisco Maturana      | 1986  | 1986  |
| Hernando Piñeros        | 1986  | 1986  |
| Ómar Patiño             | 1986  | 1986  |
| Alberto Tardivo         | 1986  | 1986  |
| Diego Edison Umaña      | 1987  | 1987  |
| Mario Agudelo           | 1987  | 1987  |
| Janio Cabezas           | 1987  | 1988  |
| Carlos Miguel Dizz      | 1988  | 1988  |
| Leonel Montoya          | 1988  | 1988  |
| Carlos Miguel Dizz      | 1989  | 1990  |
| Moisés Pachón           | 1990  | 1990  |
| Alfonso Núñez           | 1990  | 1990  |
| Álvaro de Jesús Gómez   | 1991  | 1991  |
| Sergio Santín           | 1991  | 1991  |
| Gerardo González Aquino | 1991  | 1992  |
| Sergio Santín           | 1992  | 1992  |
| Víctor Luna             | 1992  | 1992  |
| Carlos Restrepo         | 1992  | 1994  |
| Orlando Restrepo        | 1995  | 1996  |
| Joaquín Castro          | 1996  | 1997  |
| Javier Álvarez          | 1997  | 1998  |
| Alexis García           | 1999  | 1999  |
| Juan Eugenio Jiménez    | 2000  | 2000  |
| Javier Álvarez          | 2001  | 2002  |

| Nombre                  | Desde              | Hasta             |
| ----------------------- | ------------------ | ----------------- |
| Luis Fernando Montoya   | 2003               | 2004              |
| Carlos Alberto Valencia | Enero de 2005      | Diciembre de 2005 |
| Jaime de la Pava        | Enero 2006         | Agosto 2006       |
| Juan Carlos Bedoya      | Agosto de 2006     | Diciembre de 2006 |
| Fernando Castro         | Enero de 2007      | Mayo de 2007      |
| Santiago Escobar        | Mayo de 2007       | Noviembre de 2007 |
| Juan Carlos Bedoya      | Noviembre de 2007  | Mayo de 2008      |
| Jorge Luis Bernal       | Mayo de 2008       | Noviembre de 2008 |
| Javier Álvarez          | Enero de 2009      | Noviembre de 2009 |
| Humberto Sierra         | Noviembre de 2009  | Noviembre de 2009 |
| Juan Carlos Osorio      | Noviembre de 2009  | Noviembre de 2011 |
| Luis Pompilio Páez      | Diciembre de 2011  | Abril de 2012     |
| Eduardo Cruz            | Abril de 2012      | Junio de 2012     |
| Ángel Guillermo Hoyos   | Julio de 2012      | Diciembre de 2012 |
| Santiago Escobar        | Diciembre de 2012  | Diciembre de 2013 |
| Flabio Torres           | Diciembre de 2013  | Marzo de 2015     |
| Francísco Cortez        | Marzo de 2015      | Mayo de 2015      |
| Javier Torrente         | Mayo de 2015       | Agosto de 2016    |
| Hernán Lisi             | Septiembre de 2016 | Abril de 2017     |
| Herney Duque            | Abril de 2017      | Mayo de 2017      |
| Francisco Maturana      | Junio de 2017      | Noviembre de 2017 |
| Herney Duque            | Noviembre de 2017  | Diciembre de 2017 |
| Hubert Bodhert          | Diciembre de 2017  | Enero de 2021     |
| Eduardo Lara            | Enero de 2021      | Agosto de 2021    |
| Fernando Dortti         | Agosto de 2021     | Agosto de 2021    |
| Diego Corredor          | Agosto de 2021     | Febrero de 2023   |
| Elkin Soto              | Febrero de 2023    | Marzo de 2023     |
| Pedro Sarmiento         | Marzo de 2023      | Octubre de 2023   |
| Hernán Darío Herrera    | Octubre 2023       | Actualidad        |

## Hinchada
El "Blanco Blanco" de Manizales tiene una barra brava principal conocida como "Holocausto Norte" se ubica en la tribuna norte del Estadio Palogrande.
La barra Holocausto Norte es reconocida por sus ovaciones y salidas de cara a los partidos que disputa el Once Caldas tanto de local como de visitante.
Se estima que por partido asisten alrededor de 4000 personas a la barra, esto de local; mientras que de visitante el número puede variar dependiendo de la ciudad o equipo que vaya a enfrentar el equipo "Albo".
Para el ingreso a la tribuna norte solo se permiten personas de 14 años o más.

### Disturbios
A mediados del año 2017, cuando el equipo se encontraba en una crítica situación, la barra, posterior a un partido entre el Once y los Jaguares de Córdoba, tuvo un intenso tropel con la policía, incluyendo daños materiales, por lo que recibieron una sanción; volviendo a tener acceso al estadio con elementos de percusión y de 'trapos', a comienzos del siguiente semestre.
En abril de 2023, en medio de los pésimos resultados que estaba viviendo el equipo blanco, la barra Holocausto hizo acto de invasión al campo en pleno partido que el equipo iba perdiendo, por lo que el encuentro tuvo que ser suspendido, y los equipos junto con la terna arbitral entrando rápidamente a los camerinos, mientras un fuerte tropel entre los hinchas y la policía se desataba en el campo.

## Rivalidad

### Clásico Cafetero
Deportes Quindío, Once Caldas y el Deportivo Pereira. Desde 1951 el Quindío está en la primera división y el duelo regional lo enfrentó con clubes antecesores del actual Once Caldas: Once Deportivo, Deportes Caldas, Deportivo Manizales y Atlético Manizales. Además con el Deportivo Pereira también se vivieron los clásicos cafeteros a partir de 1951. La discusión es entre cuáles de los tres hay más rivalidad o más importancia para considerarlo el verdadero clásico. En los últimos años ha llamado más la atención Once Caldas vs Deportivo Pereira.

## Datos del club
Véase: Anexo:Estadísticas del Once Caldas
- Puesto histórico: 8º
- Temporadas en 1.ª: 78.[86] (1948-1951; 1961-Presente).
- Temporadas en 2.ª: Ninguna.
- Mejor puesto en la liga: 1º (4 veces), 1950,[87] 2003-I, 2009-I y 2010-II.
- Subcampeón en la liga: 2° (2 veces), 1998, 2011-II
- Peor puesto en la liga: 17º (1 vez), Torneo Apertura 2012
- Mayor cantidad de fechas invicto: 16 fechas, 2006-I, 2010-II.
- Mayor goleada a favor en la Categoría Primera A:
  - 8 - 1 Oro Negro (Barrancabermeja), 1971[88]
  - 0 - 8 Deportivo Cali, 1971
  - 5 - 1 Deportivo Pereira, 1979
  - 7 - 2 Junior de Barranquilla, 1980
  - 1 - 4 Deportivo Pereira, 1980[89]
  - 5 - 1 Deportivo Pereira, 1996
  - 7 - 3 Deportivo Pereira, 1997
  - 5 - 1 Deportivo Pereira, 1997
  - 7 - 0 Cortuluá, 1998
  - 6 - 0 América de Cali, 1999
  - 6 - 1 Deportes Tolima, 2002-I
  - 6 - 1 Deportes Quindío, 2004-II
  - 4 - 0 Millonarios, 2004-II
  - 1 - 4 Junior de Barranquilla, 2004-II
  - 4 - 0 Unión Magdalena, 2005-II
  - 6 - 0 Independiente Medellín, 2006-I
  - 4 - 2 Deportivo Pasto, 2006-I
  - 4 - 0 Deportes Tolima, 2006-I
  - 4 - 1 América de Cali, 2006-II
  - 3 - 0 Boyacá Chicó, 2006-II[90]
  - 0 - 4 Independiente Santafe, 2007-II
  - 5 - 1 Deportivo Pasto, 2009-II[91]
  - 4 - 1 Deportivo Pereira, 2009-II
  - 5 - 1 Deportivo Pereira, 2010-I
  - 5 - 0 Cúcuta Deportivo, 2011-II
  - 4 - 0 América de Cali, 2011-II
  - 5 - 2 Boyacá Chicó, 2012-II
  - 4 - 1 Deportes Quindío, 2013-II
  - 4 - 1 Boyacá Chicó, 2014-II
  - 4 - 2 América de Cali, 2017-I
  - 4 - 0 Deportivo Cali, 2019-I
  - 4 - 0 Deportivo Cali, 2023-II
  - 4 - 1 Deportivo Cali, 2024-II
- Copa Colombia
  - Mejor puesto: Subcampeón 2008, 2018.
- Mayor goleada a favor en la Copa Colombia:
  - 5 - 0 Girardot F.C., 2008.
  - 7 - 4 Depor F.C., 2008.
  - 6-0 Patriotas Boyacá, 2025.
  - 6 - 1 Deportivo Rionegro, 2010.
  - 5 - 2 Deportivo Pereira, 2014
- Mayor goleada en contra en la Copa Colombia:
  - 5 - 0 Atlético Nacional, 2010.
  - 1 - 4 Patriotas Boyacá, 2014.
- Mayor goleada a favor en torneos internacionales:
  - Copa Libertadores:
    - 4-1 River Plate, 1999
    - 3-0 Deportivo Cali, 1999
    - 3-0 Universidad Católica, 2002
    - 3-0 Fénix, 2004

  - Copa Sudamericana:
    - 4-0 San Antonio Bulo Bulo, 2025
- Mejor resultado como visitante en torneos internacionales:
  - Copa Libertadores:
    - 0-2 Nacional de Paraguay, 2010
    - 0-2 Universidad San Martín, 2011
    - 0-2 Cruzeiro, 2011

  - Copa Sudamericana:
    - 0-3 San Antonio Bulo Bulo, 2025
- Mayor goleada en contra en torneos internacionales de local:
  - 0-3 Universidad San Martín, Copa Libertadores 2011
- Mayor goleada en contra en torneos internacionales de visita:
  - 4-0 Corinthians, Copa Libertadores 2015
- Máximo goleador:
  - Sergio Galván: 171 goles
- Jugador con más partidos disputados:
  - Juan Carlos Henao: 612 partidos
- Jugador con más títulos:
  - Alexis Henríquez (4):
    - Torneos nacionales (3): 2003-I, 2009-I y 2010-II.
    - Torneos internacionales (1): Copa Libertadores 2004.
- Técnico con más títulos: Luis Fernando Montoya (2):  2003-I y Copa Libertadores 2004.
- Mejor temporada:
  - Campeonato colombiano 1998. Equipo que más puntos ha hecho en toda la historia del fútbol profesional colombiano (125) y consiguió el subcampeonato.
- Participaciones Internacionales (13):
  - Copa Libertadores (8):
    - Campeón: 2004
    - Cuartos de final: 2011
    - Octavos de final: 2005, 2010
    - Fase de grupos: 1999, 2002
    - Fase preliminar: 2012, 2015

  - Copa Sudamericana (2):
    - En disputa: 2025
    - Primera fase: 2019

  - Copa Conmebol (1):
    - Octavos de final: 1998

  - Recopa Sudamericana (1):
    - Subcampeón: 2005

  - Copa Intercontinental (1):
    - Subcampeón: 2004

### Participaciones internacionales (13)
| Competición                      | Año de participación                           |
| -------------------------------- | ---------------------------------------------- |
| Copa Libertadores de América (8) | 1999, 2002, 2004, 2005, 2010, 2011, 2012, 2015 |
| Copa Sudamericana (2)            | 2019, 2025                                     |
| Recopa Sudamericana (1)          | 2005                                           |
| Copa Intercontinental (1)        | 2004                                           |
| Copa Conmebol (1)                | 1998                                           |

- En negrita se muestran las ediciones en las que el club fue campeón.

### Por competición
| Torneo                       | TJ | PJ | PG | PE | PP | GF | GC | Dif. | Puntos |
| ---------------------------- | -- | -- | -- | -- | -- | -- | -- | ---- | ------ |
| Copa Libertadores de América | 8  | 56 | 18 | 22 | 16 | 65 | 61 | +4   | 76     |
| Copa Sudamericana            | 2  | 13 | 9  | 1  | 3  | 21 | 10 | +11  | 28     |
| Recopa Sudamericana          | 1  | 2  | 1  | 0  | 1  | 3  | 4  | -1   | 3      |
| Copa Intercontinental        | 1  | 1  | 0  | 1  | 0  | 0  | 0  | 0    | 1      |
| Copa Conmebol                | 1  | 2  | 1  | 0  | 1  | 3  | 3  | 0    | 3      |
| Total                        | 13 | 74 | 29 | 24 | 21 | 92 | 78 | +14  | 111    |

## Otras disciplinas deportivas
Once Caldas (equipo de baloncesto) (Desde 2014 hasta 2016)
Once Caldas Femenino (2019, 2025-presente)
Once Caldas Futsal (desde 2013 hasta 2015-I)
Once Caldas e-Sports (desde 2020)